# Bürgerplattform (Russland)
Die Bürgerplattform ist eine liberal-konservative Partei in Russland, gegründet im Jahr 2012 unter der Führung des Oligarchen Michail Prochorow. Der Leiter des politischen Komitees ist der frühere LDPR-Abgeordnete Rifat Schajchutdinow. Die Partei versteht sich als einen losen Verbund progressiver Kräfte, die besonders in den Metropolen um Anhänger wirbt. Sie unterstützt den Präsidenten Wladimir Putin und erklärte sich nach ihrer Gründung bereit, mit allen anderen Parteien, auch der Regierungspartei Einiges Russland, zusammenzuarbeiten.

## Geschichte
Die Entstehung der Partei ist direkt mit Prochorow verbunden, der als einer der reichsten russischen Unternehmer 2011 in die Politik einstieg. Er hatte vor, bei den Parlamentswahlen 2011 an der Spitze der wirtschaftsfreundlichen Partei Rechte Sache in die Duma einzuziehen, gab aber auf, weil er die Fernsteuerung der Partei durch die Regierung nicht mittragen wolle. Dafür trat Prochorow bei den Präsidentschaftswahlen vom 4. März 2012 als liberaler Gegenkandidat an und kam mit 7,98 % der Wählerstimmen auf den dritten Platz hinter Wladimir Putin und dem Kommunisten Gennadi Sjuganow. Nach dieser Niederlage verfolgte Prochorow die Gründung einer eigenen Partei, der Graschdanskaja platforma (Гражданская платформа), zu deutsch Bürgerplattform. Die Partei trägt damit den gleichen Namen wie die polnische Bürgerplattform, damals geführt von Donald Tusk.
Die Partei werde zunächst aus 500 Mitgliedern bestehen und sich auf die Kommunalwahlen im Herbst konzentrieren, erklärte Prochorow am 4. Juni 2012 in Moskau. Am 7. Juli 2012 konstituierte sich die Partei auf einem Kongress in Moskau.
Dem am 27. Oktober 2012 gewählten 11-köpfigen Bundesvorstand gehören verschiedene liberale Politiker (u. a. Solomon Ginsburg) an, zudem befinden sich in einem 17-köpfigen Unterstützergremium Vertreter der Zivilgesellschaft (u. a. die Sängerin Alla Pugatschowa und der Ökonom Wladimir Ryschkow).
Einige Beobachter vermuteten, dass die Parteigründung – ähnlich der 2011 initiierten Partei Rechte Sache – entweder von der Regierung gesteuert worden ist oder dass Prochorow die Partei zukünftig den herrschenden Eliten andienen möchte. Bei den Kommunalwahlen 2013 gewann der von der Bürgerplattform unterstützte Kandidat Jewgeni Roisman die Bürgermeisterwahl in Jekaterinburg.
Die Leitung der Bürgerplattform übernahm im Frühjahr 2014 Prochorows Schwester Irina Prochorowa, jedoch nur bis im Juli 2014, als sie sich nicht mehr mit deren regionalen Gruppierungen identifizieren konnte, welche die Annexion der Krim befürworteten. Sie waren von nun an einfache Mitglieder, während die Partei außenpolitisch zunehmend den Kurs der Regierung unterstützte.
Im März 2015 trat Prochorow aus der Bürgerplattform aus, da der Leiter des politischen Komitees, Rifat Schajchutdinow, zur Teilnahme der Bürgerplattform an der vom Kreml inszenierten Großveranstaltung „Antimaidan“ in Moskau aufgerufen hatte.
Bei der Parlamentswahl in Russland 2016 erreichte die Bürgerplattform mit 115.433 Stimmen lediglich 0,22 % der Wähler. Jedoch gewann der frühere LDPR-Abgeordnete Rifat Schaichutdinow den Wahlkreis Neftekamsk in der Republik Baschkortostan und erreichte so für die Partei einen Sitz in der Staatsduma.
Zur Präsidentschaftswahl in Russland 2018 stellte die Partei keinen eigenen Kandidaten auf, sondern beschloss den Amtsinhaber Wladimir Putin zu unterstützen.